# Roberto Gualtieri
Roberto Gualtieri, né le 19 juillet 1966 à Rome, est un homme politique italien. Membre du Parti démocrate (PD), il est député européen de 2009 à 2019 puis ministre de l'Économie et des Finances de 2019 à 2021. Il est élu maire de Rome en octobre 2021.

## Biographie
Il commence par militer dans les jeunesses communistes.
Titulaire d'un doctorat en histoire contemporaine, il est professeur d'histoire à l'université de Rome « La Sapienza ».
Il a été élu lors des élections européennes de 2009 dans la circonscription de l'Italie centrale.
Au Parlement européen, il siège au sein de l'alliance progressiste des socialistes et démocrates au Parlement européen. Au cours de la 7e législature, il est membre de la commission des affaires constitutionnelles et de la sous-commission sécurité et défense.
Il est réélu député européen d'Italie de la 8e législature le 25 mai 2014, et devient alors président de la commission des affaires économiques et monétaires.
Il est nommé ministre de l'Économie et des Finances du gouvernement Conte II le 5 septembre 2019.
Le 1er mars 2020, il est élu député dans la 1re circonscription du Latium, en remplacement de Paolo Gentiloni, démissionnaire.
Candidat à la mairie de Rome lors des élections d'octobre 2021, il obtient 60,15 % au second tour face au candidat du centre droit Enrico Michetti et succède à Virginia Raggi du Mouvement cinq étoiles, éliminée dès le premier tour.